# Tang Wong
Tang Wong è un film indie thailandese del 2013 diretto da Kongdej Jaturanrasamee con protagonista Prinsadapak Jongkumchok, che narra la storia di un gruppo di studenti di una scuola secondaria impegnati a imparare un ballo tradizionale come offerta per il santuario di uno spirito locale, nella cornice della crisi politica thailandese del 2010.

## Riconoscimenti
Il ha vinto nelle categorie Miglior film, Miglior regia, Miglior sceneggiatura e Migliore attore non protagonista (Nutthasit Kotimanuswanich) ai Suphannahong National Film Awards 2014 ed è stato presentato in concorso all'Hong Kong International Film Festival 2013 e al Festival internazionale del cinema di Berlino 2013 (categoria Generation)